# Dudleya virens
Dudleya virens (Alabaster plant o Island live-forever) es una especie poco común de planta suculenta perteneciente a la familia de las crasuláceas.

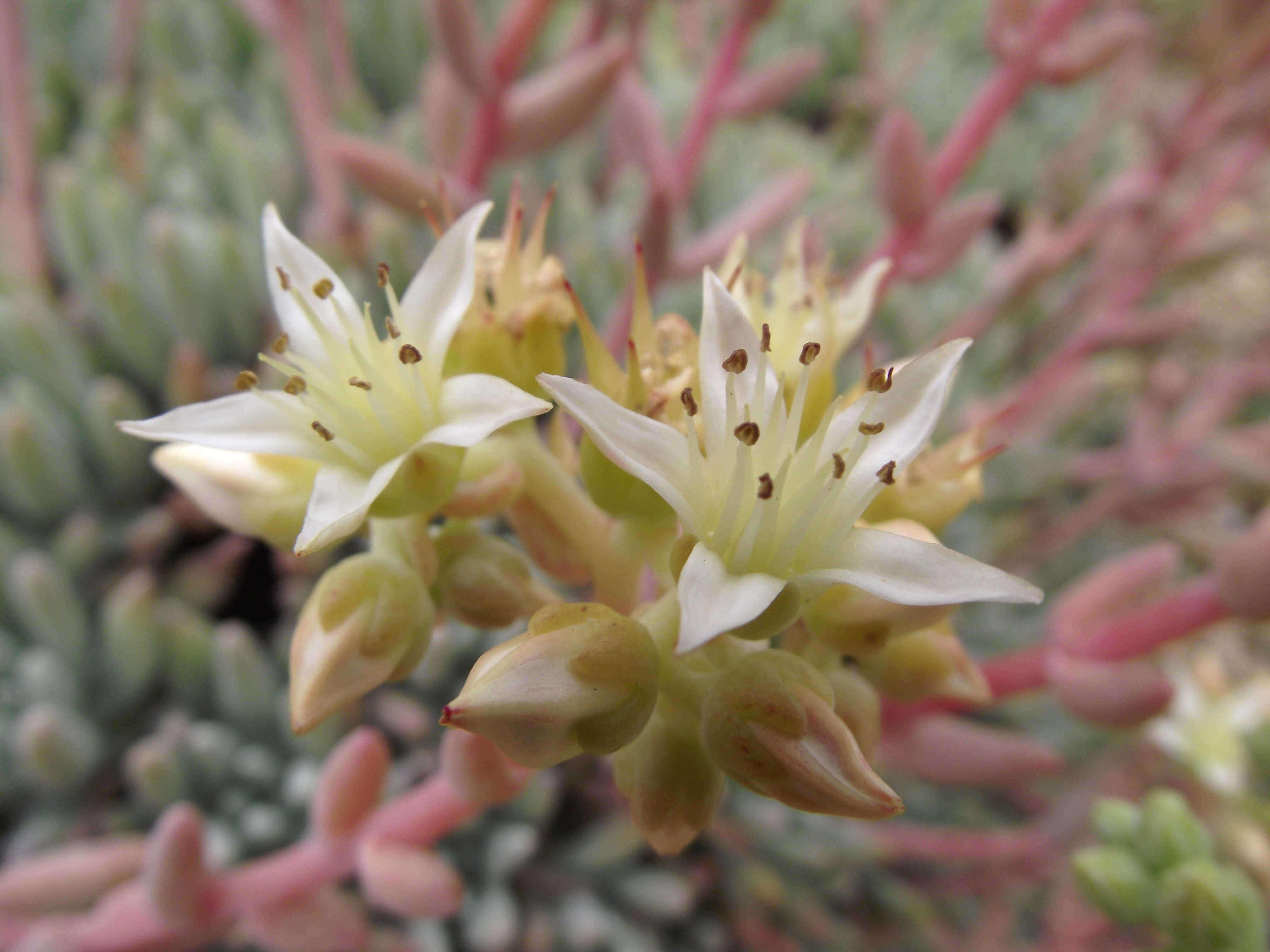
Flores

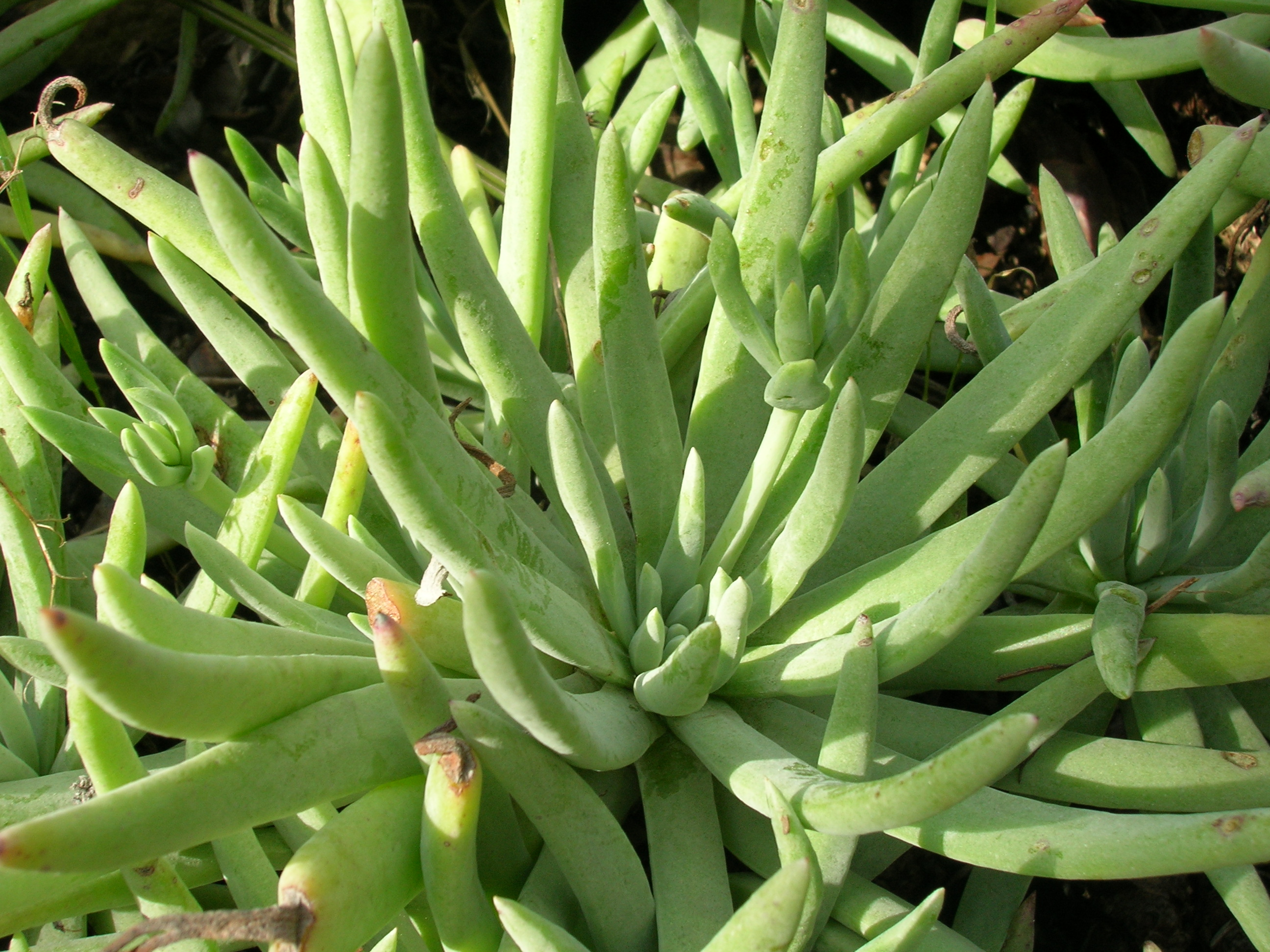
Detalle de la planta

## Distribución y hábitat
Es nativa de California y México, que crecen en el Condado de Los Ángeles, las Islas del Canal y la isla Guadalupe (donde la subespecies extima es endémica ).  Crece sobre rocas, peñascos costeros por debajo de los 400 m de altitud, y está catalogada como en peligro de extinción.

## Descripción
Las hojas son carnosas y con forma de cinta de 8-20 cm de largo y 1.5-3 cm de ancho,  son en su mayoría de color verde. Están organizadas en una roseta. Las flores son de color blanco, con cinco pétalos de 7-10 mm de largo, que se producen en abril, mayo y junio. El colibrí visita las flores por su néctar. La planta crece mejor a pleno sol o  en la sombra con luz interior, prefiriendo suelos bien drenados.

## Taxonomía
Dudleya virens fue descrita por (Lindl.) Britt. & Rose y publicado en Desert Plant Life 14(10): 191. 1942[1943].
Etimología
Dudleya: nombre genérico que fue nombrado en honor de William Russell Dudley, el primer director del departamento de botánica de la Universidad de Stanford.
virens: epíteto latino que significa "de color verde".
Variedades
- Dudleya virens subsp. hassei (Rose) Moran
- Dudleya virens subsp. insularis (Rose) Moran

Sinonimia:
- Cotyledon albida (Rose) Fedde
- Cotyledon hassei (Rose) Fedde
- Cotyledon insularis (Rose) Fedde
- Cotyledon virens (Rose) Fedde
- Echeveria virens (Rose) A.Berger
- Stylophyllum albidum Rose
- Stylophyllum hassei Rose
- Stylophyllum insulare Rose
- Stylophyllum virens Rose[3]